# Trox hamatus
Trox hamatus là một loài bọ cánh cứng trong họ Trogidae.

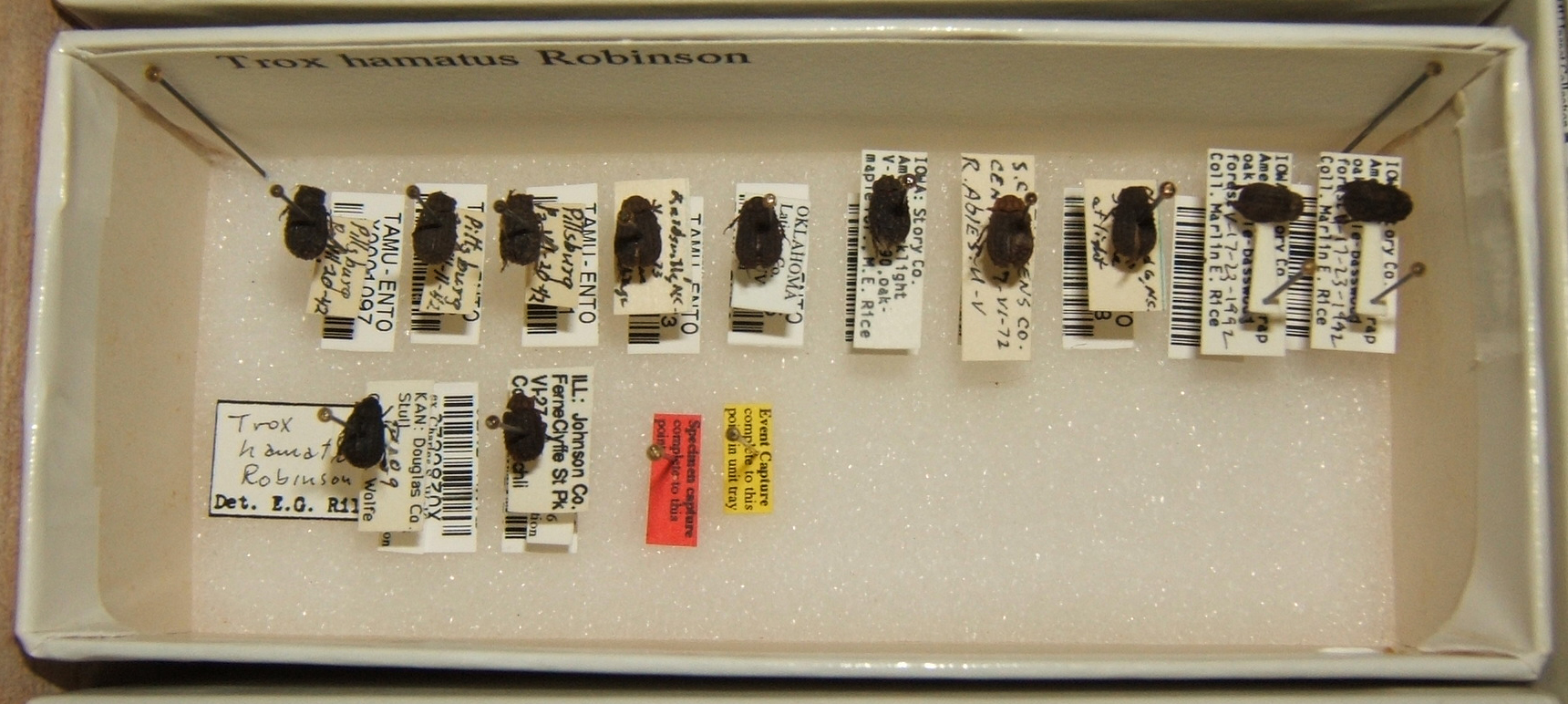
Trox hamatus variation